# اچ‌ام‌اس وسکس (آر۷۸)
اچ‌ام‌اس وسکس (آر۷۸) (به انگلیسی: HMS Wessex (R78)) یک کشتی است که طول آن ۳۶۲ فوت ۹ اینچ (۱۱۰٫۵۷ متر) می‌باشد. این کشتی در سال ۱۹۴۳ ساخته شد.